# Реслинг
Ре́слинг или ре́стлинг (англ. Professional wrestling, pro-wrestling, дословно — «профессиональная борьба») — вид спортивного развлечения, включающий в себя матчи с элементами борьбы и актёрской игры, ход и результат которых определяется заранее. Матчи проходят между исполнителями (рестлерами), которые играют роли определённых персонажей. Сюжетные линии обычно строятся вокруг межличностных конфликтов между добродушными «фейсами» и злодеями «хилами». Основной сценой является ринг, дополнительные сцены могут быть записаны для телевидения в закулисных зонах арены, в формате, похожем на реалити-шоу.
Рестлинг как форма театрального искусства развился из широко распространённой практики подтасовки матчей среди борцов в начале XX века. Вместо того чтобы наказывать борцов за обман, как это делалось с боксёрами, общественность стала воспринимать рестлинг как искусство представления, а не как спорт. Рестлеры отреагировали на положительное отношение публики, отказавшись от правдоподобия в пользу зрелищности, добавив в свои выступления мелодраму, образы и необычные трюки. Хотя имитация боя, которую они исполняли, перестала напоминать какую-либо подлинную форму борьбы, рестлеры продолжали делать вид, что она настоящая, а фанаты подыгрывали им — эта традиция известна как «кейфеб».
Предшественником реслинга является борьба кэтч. В ходе эволюции в неё добавлялись атакующие и силовые приёмы, броски и новые захваты, а также разнообразные акробатические манёвры. В реслинге допустимо использование подручных предметов, которые помогают одолеть противника — складные стулья и столы, лестницы, кувалды, чемпионские пояса. В зависимости от компании и типа матча использование посторонних предметов может быть запрещено, или же наоборот — быть обязательным условием. Реслинг широко использует элементы мелодрамы: персонажи в реслинге обладают большим эго, яркими личностями и бурными межличностными отношениями на основе контрастов — борьбы добра и зла. Персонажи действуют по сценарию. Выступления в основном проходят на ринге, подобном тому, который используется в боксе. В телевизионных шоу реслинга также записывается множество дополнительных закулисных сцен, чтобы дополнить ими драму на ринге. Рестлеры проходят подготовку, чтобы правильно принимать приёмы и страховать себя и противника. Таким образом, сводятся к минимуму возможные травмы.
С 1980-х ведущая компания WWE активно использует и популяризирует термин «спортивное развлечение» (англ. sports entertainment) для обозначения своего продукта и всей индустрии.
На протяжении десятилетий представители индустрии не признавали, что реслинг — постановка, поскольку подавление недоверия было отличительной чертой реслинга. В современности компании открыто говорят о том, что реслинг — это развлечение, а не соревновательный вид спорта.
Появившийся как развлечение во время ярмарок в Европе и США, реслинг постепенно перерос в обособленный жанр. В ходе времени происходила эволюция жанра, и сейчас реслинг является одной из самых популярных мировых индустрий развлечения, приносящей многомиллионные доходы владельцам самых успешных компаний. За свои полтора века существования реслинг пережил множество взлётов и падений своей популярности. С появлением телевидения реслинг получил своего рода новое дыхание, которое позволило ему встать в один ряд с популярнейшим во все времена боксом и развивать свою популярность за счёт особых шоу — pay-per-view (дословно — «плати за просмотр» — вид дистрибуции шоу, в котором покупатель получает доступ к просмотру события, предварительно заплатив за него). PPV и по сей день приносят большие доходы, причём не только в реслинг-бизнесе — данный вид распространения переняли многие другие сферы развлечения. В середине 2010-х годов основной формой дистрибуции главных шоу рестлинга стали стриминговые сервисы.

## История развития

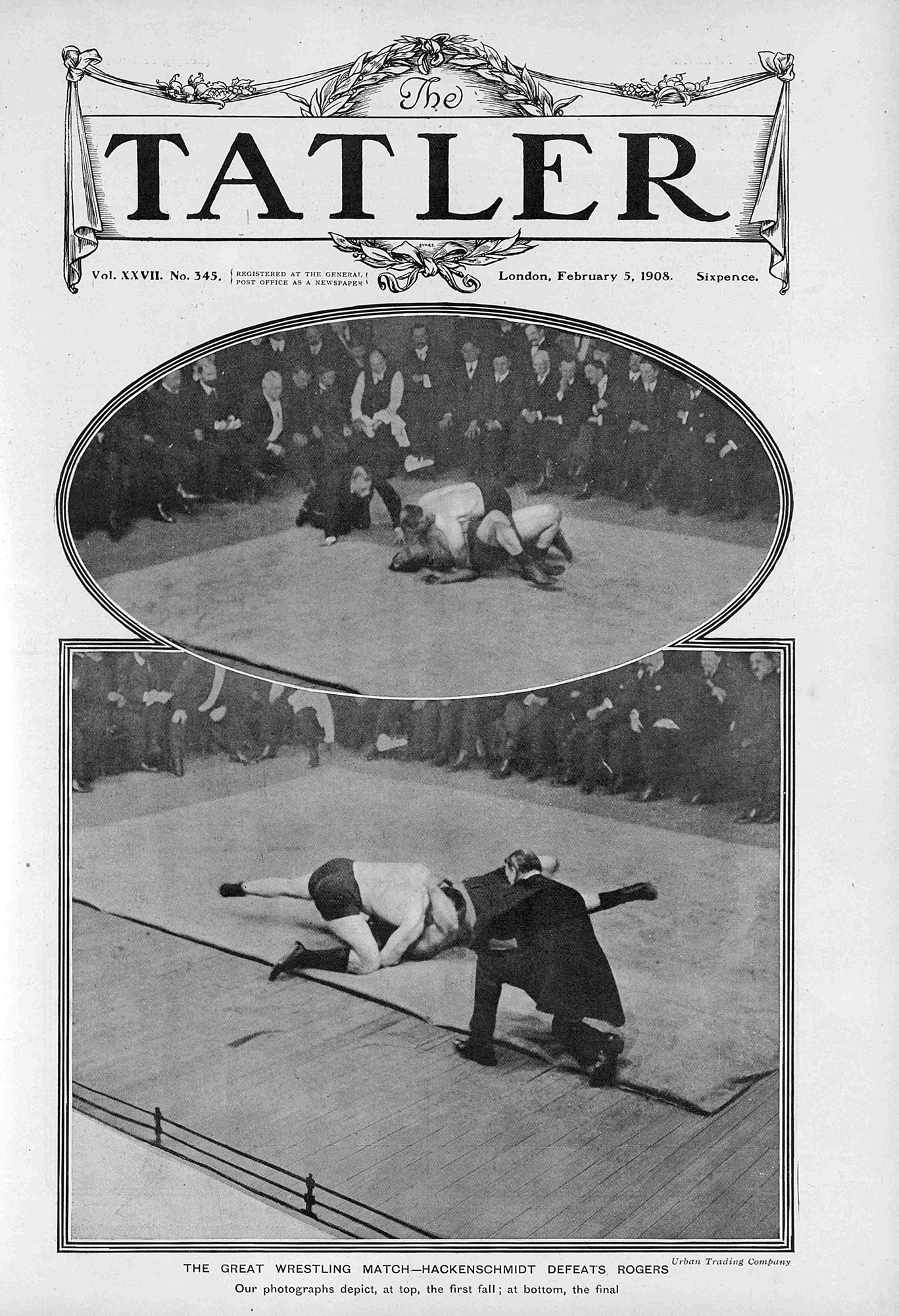
Матч россиянина Гаккеншмидта и британца Роджерса на обложке журнала Tatler, 1908 год

Реслинг зародился в конце XIX века как развлечение на ярмарках и в цирках, особую популярность имел в Германии, Франции, Великобритании, Российской империи (см. рестлинг в России) и США. Представление было основано на французской борьбе (ныне — греко-римская), а затем на британском кэтче. На рубеже XIX—XX веков реслинг выходит за пределы цирков и появляется в мьюзик-холлах и на спортивных аренах. Большая часть цирковых состязаний была постановочной, что вызывает разоблачения от журналистов и несколько волн кризисов, вызванных оттоком зрителей. Русский борец Иван Заикин говорил, что «нельзя заставить борца каждый день выдерживать серьёзные „буровые“ схватки. Он просто не выдержит чрезмерного напряжения, да и публике это не доставит удовольствия». Соревновательные матчи могли иметь место на национальных и международных чемпионатах. 

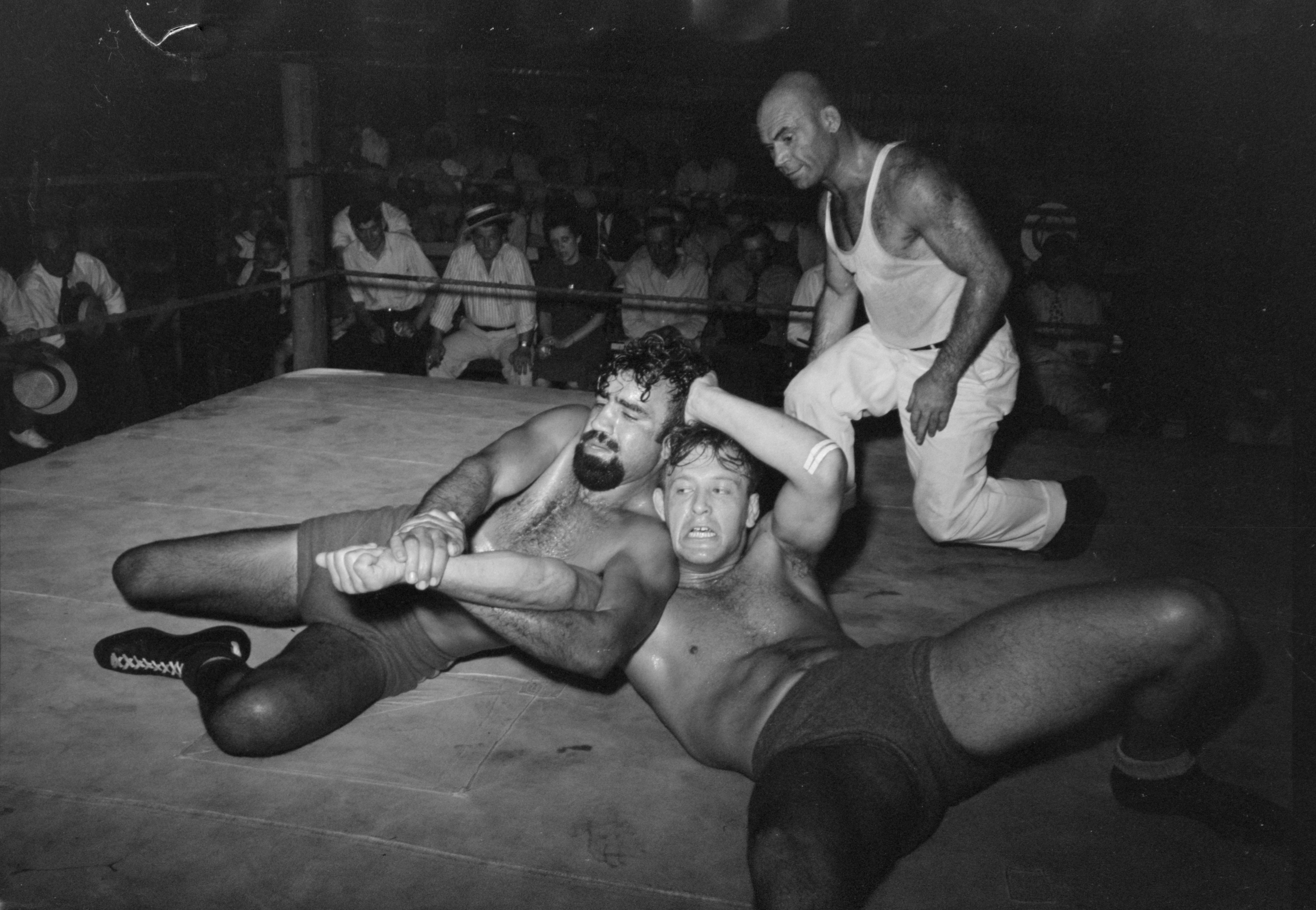
Рестлинг в Сикстон, Миссури, США, 1938 год

Начиная с 1920-х годов рестлинг сильно теряет популярность в Европе (за исключением Великобритании), фактически перестаёт существовать в СССР, тем самым США становится основной сценой для рестлинга. В этот период рестлеры начали хореографировать свои матчи, чтобы сделать их менее физически тяжёлыми, более короткими по продолжительности и более зрелищными. Это позволило им выступать чаще и привлекать большую аудиторию. Эда «Душителя» Льюиса, Билли Сэндоу и Тутса Мондта, считают авторами превращения рестлинга в псевдосоревновательное шоу, которое они окрестили «слэм-бэнг-рестлинг в западном стиле», и новой бизнес-модели, когда они занимались организацией крупных шоу по всей стране и держали рестлеров на долгосрочных контрактах. Вскоре их примеру последовали и другие промоутеры, и индустрия в корне изменилась. Аутентичные матчи всё ещё проводились в 1930-е годы, но гораздо реже.

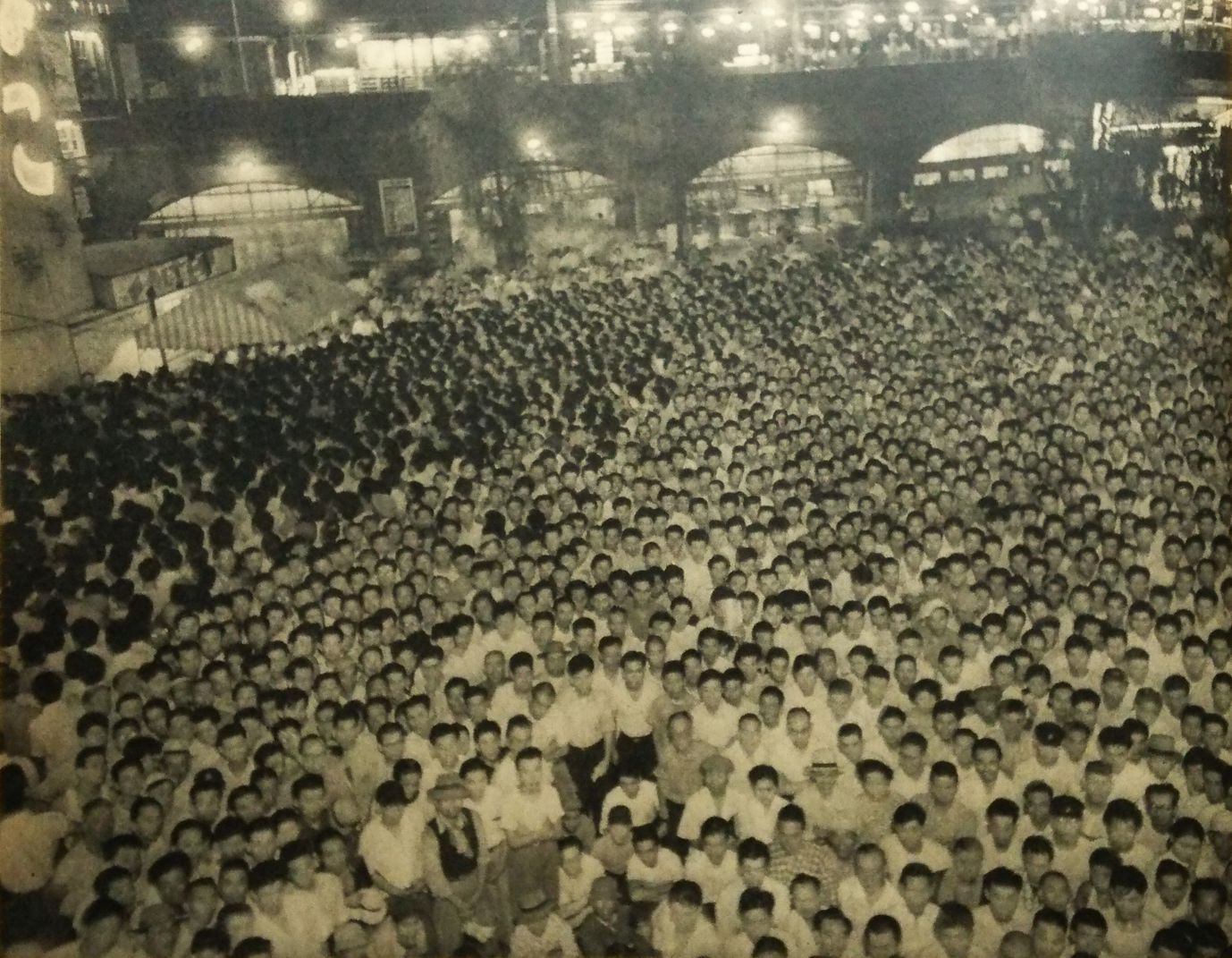
Толпа собралась посмотреть матч Рикидодзана в 1955 году

Популярность реслинга снизилась во время Второй мировой войны, но возродилась в конце 1940-х, в первый «Золотой век реслинга» в США, во время которого Великолепный Джордж приобрёл массовую популярность благодаря развитию телевидения. Бизнес-модель рестлинга была очень успешной, и ей подражали в других странах, с особым успехом в Мексике, а затем в Японии: Эль-Санто стал мексиканским народным героем, а Рикидодзан достиг аналогичной славы в Японии.
Исторически сложилось, что реслеры имели сильную подготовку в борьбе или кэтче (Фрэнк Готч, Лу Тез), но с годами это постепенно сошло на нет, и промоутеры стали привлекать атлетов из других видов спорта. Современным рестлерам не обязательно иметь борцовскую подготовку, чтобы добиться успеха в этом виде спорта, однако по-прежнему среди рестлеров есть успешные борцы (Брок Леснар, Курт Энгл).
В 1970-х и начале 1980-х годов наблюдался заметный спад общественного интереса к реслингу, но с появлением кабельного телевидения в середине 1980-х годов наступил второй «Золотой век», когда Соединённые Штаты пережили бум реслинга с такими героями, как Халк Хоган, Андре Гигант и Рик Флэр. Это явление также вышло за пределы США: так в Бразилии стало очень популярным телешоу Telecatch, реслеры которого получали особую популярность в родных городах и странах — иногда даже становясь своего рода «символами бразильского народа» на родине. Характер реслинга был кардинально изменён, чтобы лучше соответствовать телевидению, усиливая черты персонажей и сюжетные линии. Телевидение также помогло многим рестлерам пробиться в средства массовой информации, став влиятельными знаменитостями и иконами популярной культуры. Популярность рестлинга росла за счёт объединения независимых компаний и, как следствие, их влияния. В 1980-х годах с экспансией World Wrestling Federation (WWF) рестлинг стал международным явлением. В 1990-х годах в период жёсткой конкуренции между WWF и World Championship Wrestling (WCW) рестлинг достиг высокого уровня зрительской аудитории и финансового успеха.
В этот период культура реслинга продолжает проникать в популярную культуру, но теперь на более взрослую аудиторию. Существует несколько документальных фильмов, снятых под влиянием реслинга. Наиболее известные из них — «Вне ринга» (англ. Beyond the Mat) и «Борьба с тенями» (англ. Wrestling with Shadows), снятый при участии Брета Харта. Из художественных наиболее известным является фильм 2008 года «Рестлер», номинированный на несколько «Оскаров».

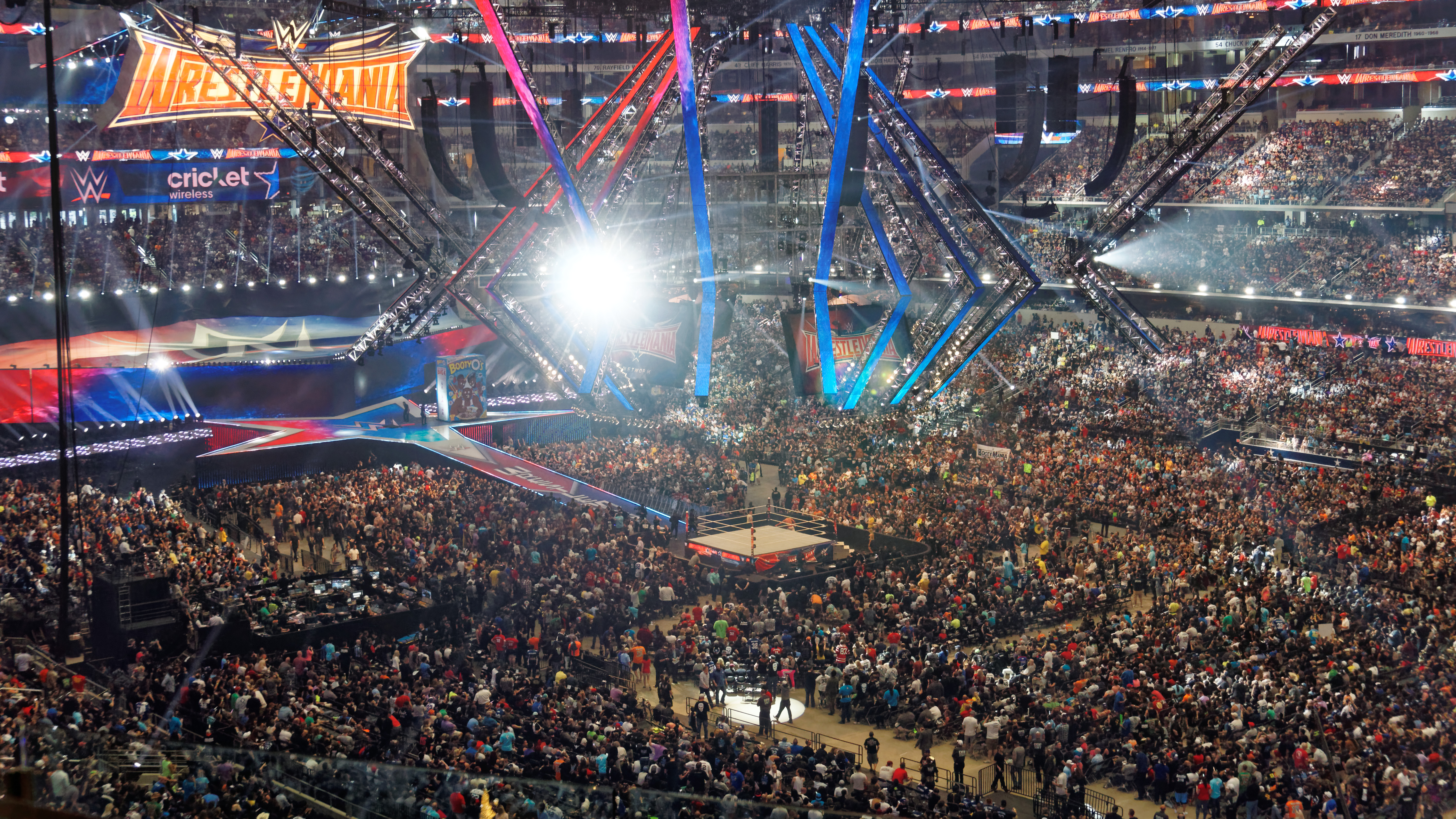
«Эй-ти-энд-ти Стэдиум" во время WrestleMania 32. WWE заявляет о рекордной посещаемости мероприятия — 101 763 человека

В начале 2001 года владелец WWF Винс Макмэн купил своего крупнейшего конкурента — WCW, параллельно с этим, другой крупный конкурент, Extreme Championship Wrestling (ECW), пришёл к банкротству.
С середины 2000-х годов наблюдается очередной спад популярности реслинга, телевизионные программы WWE получают относительно низкие рейтинги, несмотря на рекордно высокие годовые доходы компании в последние годы. Это происходит параллельно с возобновлением интереса к соревновательным видам спорта и ростом смешанных боевых искусств. Несмотря на это, WWE удалось утвердиться в качестве лидера спортивно-ориентированного контента на цифровых зрительских платформах, в первую очередь на YouTube, где у неё самое большое количество подписчиков и просмотров видео среди всего спортивного контента на платформе.

## Условности реслинг-шоу
В реслинге есть два уровня: события, происходящие на шоу, и события, которые находятся вне рамок представления (другими словами, являются реальной жизнью), но имеют последствия для представления, такие как контракты, реальные травмы и т. д. Поскольку реальные события часто используются сценаристами для включения в сюжетные линии исполнителей, границы часто размываются и становятся запутанными.
Особое внимание следует проявлять, когда речь идёт о людях, выступающих под своим реальным именем (например, Курт Энгл и его вымышленный персонаж). Действия персонажа следует рассматривать как вымышленные события, полностью отделённые от жизни исполнителя. Это аналогично другим артистам, выступающим под персонажем, который носит их собственное имя. Некоторые реслеры включают элементы своей реальной жизни в своих персонажей, даже если они и их персонажи на ринге носят разные имена.

### Персонаж / гиммик
В Латинской Америке и англоязычных странах большинство реслеров играют характерные роли, иногда с личностями, разительно отличающимися от их собственных. Эти персонажи (сленг гиммики) — образ, призванный повысить интерес к рестлеру без учёта его спортивных способностей. Некоторые из них могут быть нереалистичными и карикатурными (например, Клоун Доинк), в то время как другие более правдоподобны (например, Крис Джерико, Скала, Джон Сина, Стив Остин). В луча либре многие персонажи носят маски, принимая тайную личность сродни супергерою или суперзлодею, что является почти священной традицией.
Отдельный рестлер может использовать своё настоящее имя или его незначительную вариацию на протяжении всей своей карьеры, как, например, Брет Харт, Джон Сина и Рэнди Ортон. Другие могут сохранять один псевдоним на протяжении всей своей карьеры (Шон Майклз, Рики Стимбот), а могут менять его время от времени, чтобы лучше соответствовать требованиям аудитории или компании. Иногда персонаж принадлежит компании и является её торговой маркой, что вынуждает рестлера искать новый образ, когда он уходит из компании, а иногда персонаж принадлежит самому рестлеру. Иногда рестлер может изменить своё реальное имя, чтобы получить право собственности на своё имя на ринге (Чайна и Уорриор). Считается нормой, когда коллеги-рестлеры обращаются друг к другу по своим сценическим именам, а не по именам, данным им при рождении. Персонаж может стать настолько популярным, что появляется в других произведения популярной культуры (Халк Хоган и Эль-Санто) или даже делает исполнителя достаточно известным, чтобы войти в политику (Антонио Иноки, Джесси Вентура, Кейн).

### Кейфеб
Историки не уверены, в какой момент рестлинг превратился из соревновательной борьбы в развлечение. Однако существуют документальные свидетельства: Брет Харт вспоминает «долгий и увлекательный разговор», который он имел летом 1981 года с Лу Тезом, который сказал ему, что:
До 1925 года этот бизнес был полным провалом. В то время, когда Джек Демпси нокаутировал всех за пару раундов, а Бейб Рут побил рекорд по хоум-ранам в бейсболе, средний матч за мировой титул в рестлинге часто длился пять или шесть часов и заканчивался тупиком. Эда «Душителя» Льюиса, наставника Теза, невозможно было победить, поэтому он в конце концов добился потери титула, просто чтобы влить новую кровь в бизнес и получить хороший куш — и тогда все изменилось.
На протяжении десятилетий рестлеры жили своими персонажами, давая осознать поклонникам правдоподобность индустрии, поддерживая популярность как реслинга в целом, так и персонажей в частности. Поддержание иллюзии правдоподобности в рестлинг-кругах называется «кейфебом» (англ. kayfabe).
Бывают случаи, когда на шоу происходит нечто, не прописанное заранее в сценарии, иначе — выход за рамки персонажа. Такие моменты называются «шу́тами» (англ. shoot) и не приветствуются в крупных рестлинг-промоушенах, так как это нарушает целостность сюжетов и рушит понятие кейфеба. Иногда элементы, похожие на шут, включаются в сюжеты реслинга, чтобы размыть грань между представлением и реальностью. Они известны как worked shoot. Однако подавляющее большинство событий в рестлинге заранее спланированы и импровизируются в рамках принятых границ.
Постепенно предопределенная природа рестлинга стала секретом Полишинеля, поскольку видные деятели рестлинг-бизнеса (включая владельца WWE Винса Макмэна) начали публично признавать, что рестлинг — это развлечение, а не соревнование. Это публичное признание вызвало неоднозначную реакцию со стороны рестлинг-сообщества, поскольку некоторые считают, что разоблачение разрушает впечатления зрителей, как это происходит в иллюзионизме. Несмотря на публичное признание театральной природы рестлинга, многие американские штаты по-прежнему регулируют рестлинг, как и другие профессиональные виды спорта. Например, штат Нью-Йорк по-прежнему регулирует рестлинг через Атлетическую комиссию штата Нью-Йорк. Однако некоторые штаты рассматривают возможность исключения или уже исключили рестлинг из компетенции атлетических комиссий штатов.

### Аспекты исполнительского искусства
Рестлинг можно сравнить с театральной постановкой, так как имеется собственная «сцена», где происходит действие — ринг, окружающее его пространство и декорации. Понятие четвёртой стены в реслинге более ограничено, чем в театральной постановке. Публика играет важную роль в ходе действия реслинг-шоу — её реакция важна для определения роли персонажа. Часто в отдельные сюжеты вовлекаются от двух и более персонажей, примыкающие к разным сторонам — как правило, основной концепцией является «хороший против плохого». Естественно, за примкнувшего к хорошей стороне (его в рестлинге называют «фейсом» (англ. face) — это персонаж, совершающий хорошие поступки и в концепции «борющийся со злом») болеет аудитория, а примкнувший к стороне «плохишей» (плохих парней в рестлинге называют «хилами» (англ. heel)) получит гневную реакцию.
В большинстве видов сценического боя стараются свести к минимуму все риски боли и травм для актёров, и поклонники театра обычно соглашаются с тем, что сценический бой не может выглядеть очень реальным. Но поклонники рестлинга требуют лучшей иллюзии, и поэтому исполнители совершают физические подвиги, которые часто приводят к реальной боли и травмам.

## Правила
Официально утверждённых правил в рестлинге нет. Существуют определённые стандарты для разных промоушенов, хотя общие принципы и многие правила схожи в них. Правила, перечисленные ниже — основные, устоявшиеся в главных промоушенах в течение десятков лет.
Из-за постановочной природы реслинга, это не настоящие правила в том смысле, в котором они рассматривались бы в аналогичных статьях о настоящих видах спорта, например вольной борьбе. Вместо этого, правила в этой статье внедрены и якобы соблюдаются для того, чтобы соблюдать кейфеб.

### Основные правила
Матчи начинаются в структуре, имеющей две стороны или более — их называют «углами» (англ. corners). В каждом углу может располагаться по одному рестлеру, или же по команде из двух или более исполнителей. Большинство командных матчей основаны на структуре «передачи тэга» (англ. tag team) (см. ниже). В матче может быть лишь один (либо ни одного) победитель — будь то отдельный исполнитель или команда.
Победа (англ. fall) причисляется следующими путями:
- Удержание (англ. pin) — рестлер прижимает оба плеча оппонента к рингу, после чего происходит отсчёт (как правило) до трёх (чаще всего отсчёт производит рефери, хлопая ладонью по поверхности ринга — обычно для удержания необходимо «отстучать» три раза, разные условия могут увеличить или уменьшить это количество). Если боец поднял хотя бы одно плечо ещё до третьего хлопка, то бой продолжается.
- Болевой (англ. submission) — рестлер проводит оппоненту болевой приём, после которого тот может сдаться, просигнализировав рефери о неспособности продолжать бороться с захватом.
- Дисквалификация (англ. disqualification)— нарушив предписанные для данного типа матчей правила, рестлер проигрывает оный по дисквалификации. Некоторые типы матчей включают особое правило «Без дисквалификаций», в котором победа данным путём не может быть засчитана.
- Отсчёт (англ. countout) — если рестлер находится за рингом больше указанного времени, рефери может присудить его оппоненту победу по отсчёту. В некоторых типах матчей победа по отсчёту засчитана быть не может.
- Нокаут — физическая неспособность рестлера продолжать бой.

Победа по удержанию или болевому в обычном матче засчитывается только в случае того, если попытки удержания или проведения болевого проведены в пределах ринга. Так или иначе, некоторые правила предусматривают возможность проведения удержаний и болевых в любом месте вне ринга.
Стандартом для сегодняшнего рестлинга является один фолл — для победы необходимо лишь раз заполучить фолл любым возможным путём. В начале своего пути к развитию, в рестлинге чаще применялись правила «2 из 3» (англ. 2 out of 3 falls) или «3 из 5» (англ. 3 out of 5 falls) — в таком случае для победы рестлеру необходимо заработать два или три фолла соответственно — любым возможным путём, предусмотренным правилами для данного типа матча. В наше время «2 из 3» и «3 из 5» также применяется, но гораздо реже. Тем не менее, британские рестлинг-промоушены используют за основу именно получение двух фоллов для победы.
Рестлинг-матч может быть ограничен временными рамками — если по истечении времени ни один из оппонентов не получит достаточное количество фоллов для победы, будет объявлена ничья. Альтернативой матчу с временными рамками является тип матча «Железный человек» (англ. Iron Man match) — победа присуждается тому рестлеру, чьё количество фоллов по истечении времени будет больше, чем количество фоллов оппонента.
В матчах, в которых участвуют более двух участников, может быть задействована система «исключения из матча» (англ. elimination system). Тот рестлер, против которого будет заработан фолл, будет исключён из матча. Тем не менее, в многосторонних поединках используется и правило одного фолла — для победы достаточно заработать лишь один фолл, несмотря на то, на ком тот будет получен. Защита титулов в многосторонних поединках означает то, что для титульной победы не обязательно получать фолл на чемпионе. Примером такого матча является традиционный матч Survivor Series.
В титульных поединках чемпион обладает особым преимуществом — если он будет дисквалифицирован или проиграет по отсчёту, титул не перейдёт к победившему матч.
К слову, многосторонние поединки обычно включают в себя правило «Без дисквалификаций и отсчётов» (другими словами — No Holds Barred) — таким образом, разрешается использование стульев, столов и других посторонних предметов в качестве вспомогательных.
Множество типов матчей, изобретённых в последние 20-30 лет, включают в себя иные виды получения победы. К примеру, матч с лестницами — матч без дисквалификаций и отсчётов, в котором нужно подняться по лестнице за тем, что висит над рингом (это может быть титул или какой-либо другой предмет). Оппоненты будут всячески мешать друг другу и искать способ, как добраться до заветного предмета. Его разновидностью является матч со столами, лестницами и стульями. В WWE используются многосторонние лестничные матчи «Деньги в банке», целью в котором является забрать висящий чемодан, в котором находится контракт на получение титульного матча в любое время в любом месте в течение года с момента получения этого контракта.
Другим особенным типом матча является «королевская битва» (англ. battle royal). Матч начинается со множеством рестлеров на ринге. Целью является исключение всех оппонентов путём выкидывания их через верхний канат (англ. over the top rope). Победителем объявляется единственный оставшийся на ринге. WWE также имеет свою вариацию матча — матч «Королевская битва». Матч начинают два рестлера, через каждые 90, 60 или 120 секунд на ринг поднимается по участнику, это будет продолжаться до тех пор, пока все участники (обычно — тридцать) не выйдут на ринг. Цель — остаться единственным из всех. Победа в этом матче гарантирует матч на главном шоу года в WWE — WrestleMania.
Ход каждого матча контролируется рефери, выносящим финальный вердикт и присуждающим победу тому или иному исполнителю (этот факт является кейфебом, так как финал матча и его победитель определяется сценаристами («бу́керами», англ. bookers) за кулисами). Многие хилы используют «рефери-бампы» (англ. referee bumps — так в рестлинге называют удар или толчок судьи, после которого матч на некоторое время остаётся без судейства (обычно во время отсутствия судьи происходят драматичные моменты, проводятся коронные приёмы, а хилы в это время производят свойственные «плохишам» действия — пользуются посторонними предметами, помощью напарников и используют другие нечестные приёмы). Рефери-бампы иногда происходят случайно (хотя и предписываются в сценарии) — во время схватки рестлеров рефери порой оказывается в ненужном месте и получает удар. Как правило, рефери в рестлинг-промоушенах остаются анонимными, но крупные промоушены не только называют имена своих судей, но порой даже задействуют их в сюжетах.
Существует тип матча, в котором роль рефери отводится назначенному ранее рестлеру или знаменитости, вовлечённой в сюжет промоушена (англ. Special Referee match). Так, на TNA Hard Justice в 2005 году специальным рефери стал член Зала славы UFC Тито Ортис.
Специальный рефери-хил часто пользуется преимуществом, чтобы помочь рестлеру-хилу одержать победу над рестлером-фейсом. Так, рефери-хил может:
- быстрее отсчитывать во время удержания хилом, медленнее — во время удержания фейсом;
- позволять хилу использовать нечестные приёмы против фейса, не обращая на них внимания;
- участвовать в избиении фейса.

Матчи проводятся на ринге с постеленным матом и со стойками в каждом углу. Три горизонтально натянутых каната окружают ринг, соединяясь в талрепе («тёрнбакл» — англ. turnbuckle) со стойками ринга. Для безопасности, на стяжки надеваются подушки, а вокруг ринга расстилают мягкие маты. Барьеры ограждают ринг от публики. Большую часть матча рестлеры проводят на ринге. Иногда, в соответствии с правилами и типом, матч может продолжиться за рингом и даже в зрительном зале.

### Правила для командных матчей
Обычные правила командных матчей допускают присутствие только одного «легального» рестлера от каждой команды на ринге одновременно. Для передачи права выйти на ринг другому члену команды между рестлерами должен произойти физический контакт (обычно право передаётся путём хлопка ладони одного рестлера по ладони другого). В рестлинге это называется тэг (англ. tag). У передавшего тег рестлера есть пять секунд на то, чтобы покинуть ринг. Во время этого промежутка времени может быть произведён быстрый командный приём на ринге.
«Нелегальные» рестлеры должны находиться за канатами, ожидая тега. Во многих промоушенах тег считается правильным, если во время его произведения рестлер за канатами дотронулся до подушки или верёвки тёрнбакла в углу его команды.
Правила матча могут изменять количество возможных легальных рестлеров на ринге, вплоть до всех участников команды.
Иногда многосторонние матчи по правилам «каждый сам за себя» (англ. every man for himself) включают в себя своего рода командные правила. Вне кейфеба это делается для возможности рестлерам поочерёдно отдыхать, таким образом на ринге всегда остаются свежие и отдохнувшие рестлеры, следовательно и матч проводится в более быстром темпе. Ярким примером является четырёхсторонний вид матча «каждый сам за себя» Fatal Four-Way — только два рестлера активно действуют на ринге, в то время как два других находятся за рингом и «отдыхают».
В командном матче «торнадо» (англ. Tornado Tag Team match) все участники матча являются легальными, и факт передачи тега отсутствует. Торнадо-матчи часто проводятся без правил и дисквалификаций.
В дополнение к стандартным правилам, рестлер не может удерживать собственного командного партнёра, даже если это технически возможно по правилам матча (к примеру, в матче «торнадо» или трёхстороннем командном матче). Данное правило названо «Правилом изгоя» (англ. Outlaw Rule), в честь первых попытавшихся произвести удержание друг друга (для нечестной защиты своих командных титулов) Дорожного пса и Билли Ганна, более известных как команда «Изгои нового века» (англ. New Age Outlaws).

### Технические правила
Рестлер не имеет права проводить удары закрытым кулаком и носком ботинка. Запрещаются также укусы и удары по глазам.
Рестлеры могут поднимать друг друга и проводить всяческие ударные приёмы. Некоторые из них, так или иначе, запрещены в некоторых промоушенах (такие как, например, пайлдрайвер (англ. piledriver)).
Исполнитель может прыгать на оппонента, вне зависимости от того, стоит тот или лежит. Проводиться летящий приём может любым способом, за исключением укусов, удушений и воздействий на глаза во время приёмов.
Любой рестлер может быть атакован оппонентом(ами) в любое время из любой позиции. Любой приём должен быть прерван после того, как рестлер, принимающий приём, схватился за канаты. После контакта рестлера с канатами, рефери начинает отсчёт, по истечении пяти секунд судья может дисквалифицировать атакующего рестлера (в зависимости от правил матча, дисквалификация может быть не предусмотрена). Обычно такая мера предусмотрена для болевых — рестлер, проводящий болевой приём, вынужден отпустить оппонента, как только тот коснётся канатов и судья зафиксирует контакт. Если во время удержания нога или рука удерживаемого рестлера находится на канате или под ним и судья это увидел, удержание должно быть прервано. Каждая из этих мер прекращения приёма называется в рестлинге «rope break». Исключением из правила являются приёмы, при проведении которых атакующий рестлер сам находится на верхнем канате — тогда защищающийся рестлер может атаковать оппонента.

### Причисление победы

#### Удержание

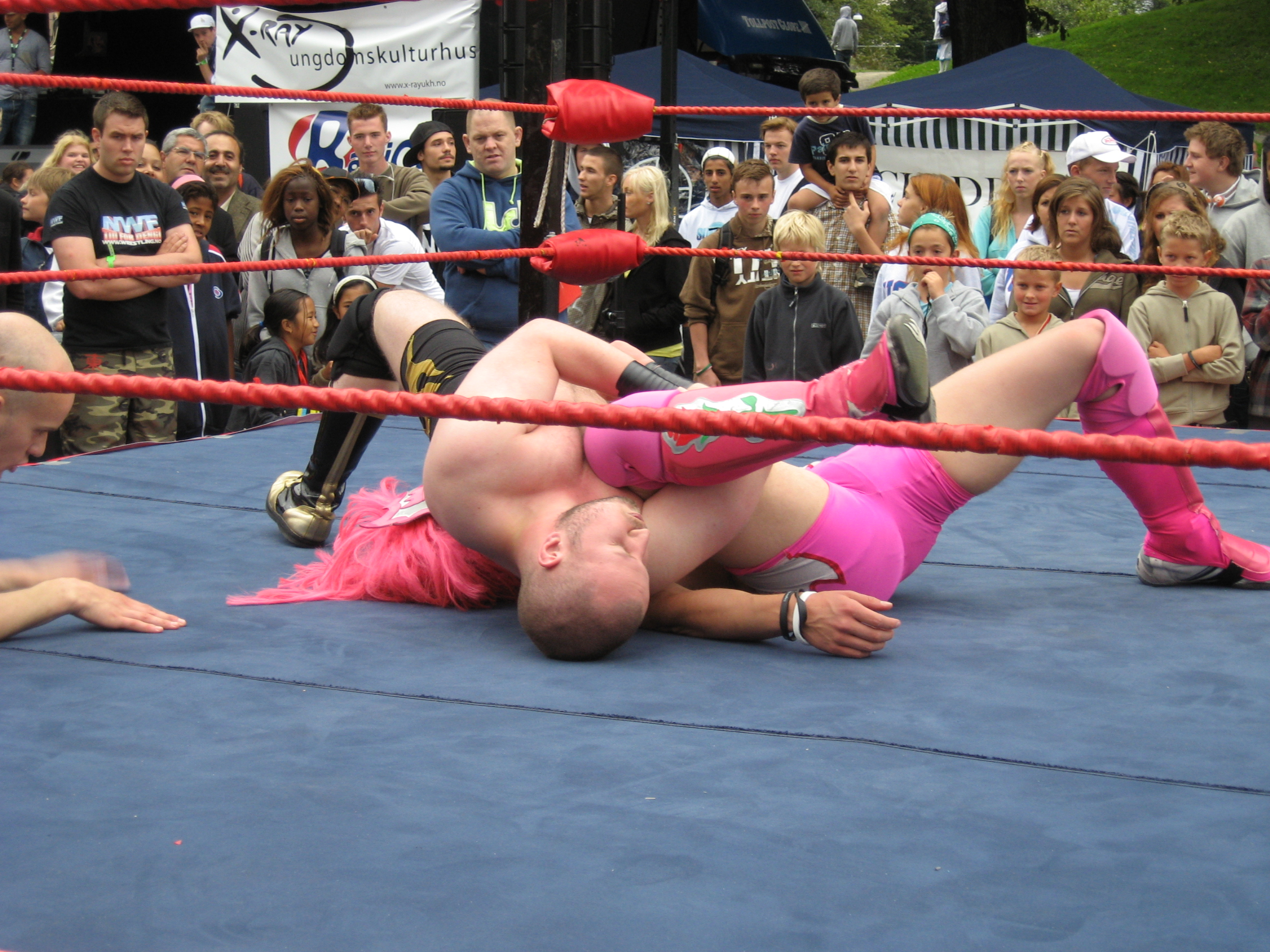
Пример удержания

Попытка удержания (англ. pinfall) считается успешной только тогда, когда оба плеча удерживаемого рестлера находятся на матах. В этом случае рефери начинает отсчёт — в качестве констатации проведения успешного удержания он проводит три хлопка по мату (англ. three count). Для проведения удержания атакующему рестлеру достаточно положить на лежащего на лопатках оппонента любую часть тела — в том числе руку или ногу.
Нечестные методы проведения удержания включают помощь канатов (рестлер-хил держится за канаты, усиливая давление на соперника. В случае, если рефери увидит контакт удерживающего с канатами, он остановит отсчёт) и удерживание оппонента за одежду (опять же для усиления давления).
В случае, если плечи обоих рестлеров находятся на матах, после проведения удержания присуждается ничья, и, как правило, назначается матч-реванш (порой следующий прямо за завершившимся ничьей поединком).
Джон Лэйфилд во время работы комментатором на WWE Friday Night SmackDown отметил, что многие рестлеры проводят удержания чуть ли не в начале матча, зная, что оппонент не сильно вымотан. Этот подход так или иначе принесёт плоды в будущем — ведь для того, чтобы вырваться из удержания, необходимо тратить силы.
Удержание можно сравнить с отсчётом технического нокаута в боксе — разве что в боксе отсчёт ведётся на протяжении десяти секунд против трёх в рестлинге. Этот факт породил фразу «Чтобы победить оппонента, тебе хватит и трёх секунд» (англ. "It only takes three seconds to beat your opponent"). И правда — с виду непобедимые тяжеловесы могут легко быть удержаны путём сворачивания (англ. roll-up).

#### Проведение болевого, нокаут
В случае, когда рестлер заставляет оппонента сдаться (путём болевого или любым другим способом заставив его отказаться от продолжения участия в матче), ему также причисляется победа (или фолл).
Захват рестлера в болевой также может привести к его нокауту. К примеру, в WWE рефери поднимает руку рестлера, затем отпуская её, таким способом определяя, находится ли рестлер в нокауте. Если рука захваченного в болевой рестлера опустится три раза и рестлер не сможет найти в себе силы для поднятия оной в воздух, судья зафиксирует нокаут. В настоящее время, всё чаще победа таким путём причисляется к победе путём успешного проведения болевого.
Победа путём нокаута оппонента причисляется также после того, как рестлер не сможет отвечать на жесты судьи. Как правило, такой победы достигали рестлеры, чьим гиммиком была психическая неуравновешенность — они не стремились к победе, а лишь старались максимально нагнать страха на всех.
Несмотря на то, что в титульном матче чемпионство технически выигрывается только путём удержания или успешного проведения болевого, если чемпион находится в нокауте, он также теряет свой титул.

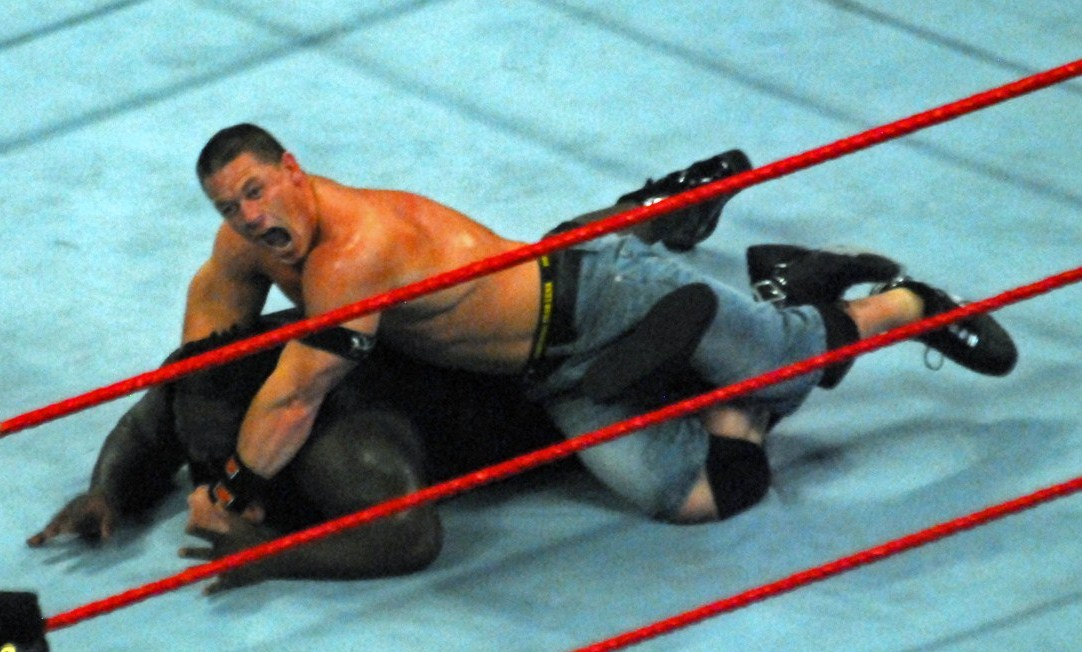
Джон Сина проводит свой болевой приём STF Марку Генри

Рестлер может устно проинформировать рефери о нежелании продолжать бой. Рестлер также может проинформировать о своём желании сдаться, несколько раз постучав ладонью по матам. Для того, чтобы добраться до канатов, рестлер может помогать себе передвигаться, опираясь рукой о маты, и это не будет считаться желанием заключённого в болевой рестлера сдаться.

#### Победа по отсчёту
Победа по отсчёту (англ. countout, count out) присуждается рестлеру, стоящему на ринге, чей оппонент не смог взобраться на ринг в течение времени, отсчитанного рефери. Как правило, отсчёт в стандартных типах матчей ведётся до десяти, в Японии — до двадцати. Если оба рестлера не успели взобраться на ринг до истечения времени, матч завершается ничьей.
Отсчёт начинается заново, как только рестлер, находящийся на ринге, спускается на маты за ринг (такой приём называется американскими комментаторами «breaking the count». Если рестлер возвращается обратно, отсчёт продолжается для его оппонента. Если оба рестлера возвращаются на ринг, судья прекращает отсчёт.
Поражением по отсчёту также считается дисквалификация рестлера за то, что тот не прервал болевой приём на добравшемся до канатов сопернике в течение пяти секунд.
Во многих промоушенах в титульных матчах поражение чемпиона по отсчёту обычно не приводит к потере титула. Так или иначе, ответственное за назначение боёв лицо может добавить условие, в котором чемпион сможет потерять титул, проиграв по отсчёту.

#### Дисквалификация
Дисквалификация (английская аббревиатура — DQ) случается, если один из рестлеров нарушает правила матча, что автоматически приводит к его проигрышу в текущем матче. К слову, поражение по отсчёту тоже можно считать дисквалификацией, (матч заканчивается поражением рестлера, нарушившим одно из правил матча) но при этом, как правило, дисквалификацию и поражение по отсчёту разделяют как разные понятия. Обычно матчи без дисквалификации также отменяют правило отсчёта за рингом, но бывают и редкие случаи, когда отсчёты за рингом продолжаются даже в No DQ-матче.
Дисквалификация может наступить следующими путями:
- Рестлер проводит нечестные и запрещённые приёмы или удары. Примером можно снова назвать отказ от прекращения болевого в течение пяти секунд после того, как оппонент достиг канатов, а также запрещённые всеобщими негласными правилами приёмы — хватание за волосы, тычки в глаза, удушения, укусы. Запрещены также и удары закрытым кулаком.
- Вторжение в матч постороннего рестлера и его последующая атака одного из рестлеров приводит к победе атакованного и автоматической дисквалификации его оппонента. Иногда такими трюками пользуются дружественные рестлеры — один атакует другого, что приводит к его победе в матче. Примером можно привести матч в WWE в феврале 2009 года, когда Шон Майклз, находившийся на стороне Джона «Брэдшоу» Лэйфилда, атаковал оного, что привело Джона к лёгкой победе.
- Удар оппонента посторонним предметом, не разрешённым к использованию в матче.
- Использование запрещённых промоушеном приёмов.
- Направленный удар в пах. «Направленный» здесь является главным словом, потому что, к примеру, приём inverted atomic drop, будучи направленным именно на область промеж ног, не является запрещённым и его использование не приведёт к дисквалификации — ведь направлен приём не на пах, а на копчик соперника.
- Намеренная или случайная атака на рефери.
- Хватать рестлера за одежду во время удержания также запрещено, но дисквалификация за это наступает крайне редко — чаще всего судья просто прекращает отсчёт удержания.
- В мексиканских и японских рестлинг-промоушенах запрещено стягивать маску на лице лучадора.
- В National Wrestling Alliance дисквалификация наступает за бросок рестлера за ринг через верхний канат.
- В матче «Королевская битва» запрещено входить на ринг, если рестлер не является участником матча или ещё не наступило время, назначенное для его выхода.
- В смешанном командном матче (рестлер+рестлерша) запрещено рестлеру атаковать рестлершу, и наоборот. В WWE в поздние 90-е часто проводились матчи «рестлер против рестлерши», но после матча Винса Макмэна против его дочери Стефани Макмэн матчи такого типа стали проводиться реже.

В моменты, когда рефери отвлечён и не видит факта нарушения правил, дисквалификация не наступает. Как правило, рефери немедленно завершает матч дисквалификацией одного из рестлеров после удара в пах, удара посторонним предметом, вторжения постороннего рестлера или после атаки на самого рефери. В WWE дисквалификация наступает только если рефери видел факт нарушения правил — даже просмотр видеозаписи не решает ситуацию (в некоторых случаях, проводятся мини-сюжеты с видеозаписями и судьями — недовольный рестлер, против которого были нарушены правила, предоставляет запись и требует от рефери объяснения). Тем не менее, не все атаки на судью приводят к дисквалификации атаковавшего — пресловутые «рефери-бампы», после которых рефери находится в состоянии нокаута, чаще всего проводятся для придания матчу драматизма — после того, как был произведён «рефери-бамп», один из рестлеров может начать удержание, проводить болевой или нарушить правила, но судья не сможет этого увидеть и зафиксировано в итоге матча это не будет. Во время удержания или болевого на замену выбитого из матча судьи часто прибегает другой рефери, но зафиксировать победу, как правило, он не успевает — защищающийся рестлер за это время успевает вырваться из удержания или болевого.
В случае, когда оба рестлера (или обе команды) нарушают правила, рефери фиксирует обоюдную дисквалификацию. Матч заканчивается ничьей. После этого возможно назначение матча-реванша позднее на этом же шоу или на каком-либо другом.
Достаточно давно существовало ещё одно правило, нарушая которое, рестлер признаётся диквалифицированным. Если рестлер сдался после болевого, а проводящий болевой оппонент не отпускает сдавшегося, судья вправе изменить решение и дисквалифицировать нарушителя, присудив победу его сопернику.
Существуют приёмы, которые запрещены к проведению в том или ином промоушене — это может происходить как сюжетно, так и по вполне реальным обстоятельствам. За проведение таких приёмов также происходит дисквалификация. Реальный запрет на проведение приёмов происходит, если тот или иной приём признаётся опасным или сложным по исполнению. Тем не менее, проведение запрещённого в промоушене приёма может быть разрешено одному или нескольким исполнителям, если те могут проводить его без проблем.
В титульных матчах большинства популярных промоушенов титул не меняет обладателя в случае дисквалификации чемпиона. Но если рестлер-чемпион «дисквалифицирует себя» намеренно, часто назначается реванш прямо после завершения нечестного поединка. Как и в случае с поражением по отсчёту, это правило может быть исключено из набора правил-преимуществ чемпиона (англ. champion's advantage) и дисквалификация чемпиона приведёт к переходу титула его оппоненту.
Существуют промоушены, чьи правила базируются на отсутствии дисквалификации в матчах. В 90-е годы прошлого века существовал промоушен Extreme Championship Wrestling (ECW), в котором и проводились такого типа матчи. Сейчас инди-аналогом ECW можно считать Combat Zone Wrestling (CZW) — рестлеры данного промоушена борются без правил и дисквалификаций, используя самые разнообразные посторонние предметы. Во времена прославленной эры Attitude в WWE, начавшейся в 1997 году и продолжавшейся вплоть до ранних 2000-х, матчи без дисквалификации стали изюминкой промоушена. В 1998 году был введён Хардкорный титул, проживший до 2002 года. С его внедрением были внедрены и новые типы матчей без дисквалификации, включая:
- Столы, лестницы и стулья (англ. Tables, Ladders and Chairs) (модифицированный лестничный матч, в котором использование всех трёх предметов для получения заветного титула не запрещено);
- Хардкорный матч (англ. Hardcore match) (матч без дисквалификации с возможностью удержания где угодно, в том числе за пределами арены, где проводится шоу);
- «Титул на кону круглосуточно» (англ. 24/7 On the Line title) (Хардкорный Титул защищается везде, где только можно, при наличии рядом судьи).

#### Ничья
Матч может закончиться ничьей. Ничья может наступить в случае обоюдной дисквалификации соперников (обоюдный проигрыш по отсчёту также относится к обоюдной дисквалификации), а также в случае двойной победы (если оба плеча обоих рестлеров находятся на матах, тогда удержание проводится для обоих рестлеров одновременно) или в случае обоюдного нокаута — если рестлеры не сумеют подняться хотя бы на колени в течение отсчёта рефери до десяти. Как и в случае с дисквалификацией или поражением по отсчёту, титульные матчи обычно не завершаются переходом титула от одного рестлера к другому в случае ничьей. В другом случае, титул попросту становится вакантным. Одной из вариаций наступления ничьей является ничья по истечении времени — когда рестлеры не могут выявить победителя в течение ограниченного времени матча.

#### Отмена поединка
Матч может быть признан отменённым (англ. no contest), в случае если условие для победы в матче не может быть выполнено. Отмена поединка может быть применена в случае атаки всех участников матча посторонним рестлером, потери рефери контроля над матчем, получения рестлером настоящей травмы, не прописанной сюжетом или в случае невозможности начать матч (рестлер, участвующий в матче, не появился на арене, не хватает времени для проведения матча). Ничья и отмена поединка — разные понятия, так как ничья включает в себя возможность выполнения условия для победы — удержания, проведения болевого и т. п. Эти термины часто используются как взаимозаменяемые, хотя это является технически неверным.

## Травматизм и смертность
Несмотря на принципиальную постановочность шоу, рестлинг является опасным для участников видом деятельности: стремясь придать схватке большую эффектность, многие бойцы используют травмоопасные приёмы, для безопасного выполнения которых требуется правильная техника со стороны обоих участников матча. Соответственно, ошибка в выполнении приёма (на сленге поклонников рестлинга — «ботч») может привести к трагическим последствиям.
К примеру, карьера Даррена Дроздова закончилась в 1999 году, когда он получил тяжелую травму шеи во время матча с Ди’Ло Брауном. Когда Браун попытался провести свою фирменную «Пауэрбомбу с разбега», он не смог правильно схватить Дроздова, а Дроздов не смог выполнить правильный прыжок, чтобы помочь себе подняться в правильное положение. Дроздов упал на голову и сломал два позвонка в шее, в результате чего оказался парализован. Также в 2001 году японский рестлер Хаябуса, выполняя «Лунное сальто» (сальто назад с отталкиванием от канатов), соскользнул одной ногой с каната, упал на голову (а не на живот, как предполагает приём) и вследствие перелома позвоночника оказался парализован. В 2009 году японский рестлер Мицухару Мисава умер после перелома шеи, полученного в результате обратного суплекса на ринге. В 2015 году мексиканский лучадор Перро Агуайо-младший (168 см) получил перелом шейного отдела позвоночника и погиб после удара, который ему нанёс во время матча Рей Мистерио(162 см). 21 октября 2019 года мексиканский лучадор Ла Парка выпрыгнул с ринга на пол, не попал в своего противника Руша и ударился головой о стальной барьер и бетонный пол, сломав шею, 11 января 2020 года скончался от травмы.
Другой распространённой проблемой угрожающей здоровью рестлеров являются черепно-мозговые травмы. Помимо сотрясений мозга, к которым могут привести жёсткие приёмы рестлинга, опасность представляют и накапливающиеся вследствие регулярной травматизации повреждения нервной ткани. Одним из наиболее печально известных примеров такой патологии является канадский рестлер Крис Бенуа; в 2007 году Бенуа убил свою жену и сына, после чего повесился. По мнению проводившего вскрытие врача, головной мозг Бенуа был так сильно повреждён, что напоминал мозг 85-летнего пациента с болезнью Альцгеймера; одним из коронных приёмов Бенуа был удар головой после прыжка с верхнего каната.
В настоящее время ведущие рестлинг-промоушены принимают меры, направленные на снижение черепно-мозговых травм. В марте 2010 года из-за высокого риска сотрясения и отсроченных необратимых повреждений мозга, в WWE были запрещены удары стулом по голове. AEW вскоре после своего открытия также запретила этот приём.
Кроме повреждений мозга, как и любой спорт с широким использованием амплитудных бросков, рестлинг весьма травмоопасен имея риск переломов и других нарушений опорно-двигательного аппарата. Немаловажной причиной опасности для здоровья рестлеров является широкое применение анаболических стероидов, анальгетиков и других медикаментозных препаратов.
Согласно исследованию 2014 года, проведенному Восточным Мичиганским университетом, в котором изучались рестлеры, выступавшие в период с 1985 по 2011 год, уровень смертности среди рестлеров в 2,9 раза выше, чем среди мужчин в целом по США. Джон Мориарти из Манчестерского университета и Бенджамин Моррис из издания FiveThirtyEight сообщают, что уровень смертности среди рестлеров выше, чем среди спортсменов в других видах спорта. Эксперты предполагают, что сочетание физических нагрузок, отсутствие межсезонья и наркокультура 1970-х и 1980-х годов способствуют высокой смертности среди рестлеров. В апреле 2014 года, менее чем через 25 лет после WrestleMania VI 1990 года, треть из 36 участников шоу уже умерли, причем ни один из умерших не достиг 64-летнего возраста.